# 3S14 UKSK
3S-14 UKSK（ロシア語: 3С-14 «УКСК»)は、ロシア連邦のKB SMが設計し、モリンスフォームシステムズ-アガットが生産している多目的VLSである。3R-14とされる場合もある。

## 概要
3S-14は水上艦向けに開発された対艦、対地、対潜ミサイル発射機で、カリブルやオーニクスを運用するために開発された。いくつかの型式があり主に3S-14Eは新造船、3S-14PEは既存の艦船の近代化に向け設計されている。
2017年11月、イズベスチアは強い暴風雨でもあらゆるタイプのミサイル(対空、対艦、対潜、巡航)を発射することができるUKSK-Mの開発を始めていることを発表した。UKSK-Mは現在運用しているミサイルから将来のミサイル(ジルコン)を輸送・発射できるよう設計されるという。専門家のドミトリー・ボルテッコフ氏は、各ミサイルはサイズが異なるため、UKSK-Mの内部備品は、軽量で短いミサイルや重くて長いミサイルを効率的に保持する必要があり、加えてミサイルと軍艦のFCSの間には単一の情報交換システムが必要で、それにはミサイルのユニバーサルスロットと電子システムの特別なアルゴリズムが必要だと述べた。

## 型式
3S-14
駆逐艦プロジェクト1134.7のために1991年に開発されたが、1990年代に作業が停止した。
3S-14K
グローム型フリゲートのために設計されていたタイプ。
3S-14KE
自己完結型で、ミサイルは4セル。艦船に搭載する最小要件が課されている。
3S-14PE
既存艦艇の改造用で甲板上に斜めに設置する。搭載艦艇の甲板状況に応じて条件に応じて短縮形にすることも可能である。
3S-14E
カリブル-NKを使用するために設計された。3S-14とは異なり、相互接続された立体トラス構造が採用されている。
3S-14UE1
3S-14UE2
3S-14UKE1
3S-14UKE2
3S-14V
ヤーセン型原子力潜水艦搭載の派生型。
- 3S-14E
- 3S-14U

## 対応ミサイル
対艦ミサイル
- 3M54Tと3M54T1（3M54TEと3M54TE1）
- P-800(3M55)
- ブラモス
- 3M22[5]

巡航ミサイル
- 3M14T（3M14TE）

対潜ミサイル
- 91RT2（91RTE2）

## 搭載艦
- アドミラル・ゴルシコフ級フリゲート
- アドミラル・グリゴロヴィチ級フリゲート
- ステレグシュチイ級フリゲート (船体規模が小さいためカリブルのみを搭載している可能性がある。)
- キーロフ級ミサイル巡洋艦 (3番艦及び4番艦が近代化改修時搭載予定。)
- ウダロイ級駆逐艦 (現役の8隻が近代化改修時に搭載予定。)
- リデル級原子力駆逐艦 (予定)

## 仕様
| 型式      | タイプ   | モジュール内のセルの数 | 高さ mm | 幅 mm | 全長 mm | 重量 kg |
| --------- | -------- | ---------------------- | ------- | ----- | ------- | ------- |
| 3S-14UE1  | 無容器   | 8                      | 9580    | 2180  | 3960    | 14,000  |
| 3S-14UE2  | 無容器   | 4                      | 9580    | 2180  | 2280    | 7,000   |
| 3S-14UKE1 | コンテナ | 8                      | 9580    | 2300  | 4100    | 17,000  |
| 3S-14UKE2 | コンテナ | 4                      | 9580    | 2300  | 2300    | 9,500   |